# Biathlon-Weltmeisterschaften 2002
Bei den 37. Biathlon-Weltmeisterschaften wurden aufgrund der im selben Jahr stattfindenden Olympischen Winterspiele nur die nichtolympischen Wettbewerbe im Massenstart über 15 km (Männer) bzw. 12,5 km (Frauen) ausgetragen. Veranstaltet wurden diese Wettbewerbe am 24. März 2002 im Rahmen des Biathlon-Weltcups am Holmenkollen in Oslo (Norwegen).

## Resultate Männer

### Massenstart 15 km
| Platz | Sportler             | Zeit         | Schießfehler |
| ----- | -------------------- | ------------ | ------------ |
| 01    | Raphaël Poirée       | 037:57,8 min | 2 (1-0-0-1)  |
| 02    | Sven Fischer         | 00+17,9 s00  | 4 (1-0-1-2)  |
| 03    | Frode Andresen       | 00+26,5 s00  | 5 (0-2-1-2)  |
| 04    | Aleh Ryschankou      | 00+33,1 s00  | 1 (0-0-1-0)  |
| 05    | Daniel Mesotitsch    | 00+35,7 s00  | 1 (0-0-1-0)  |
| 06    | Frank Luck           | 00+36,7 s00  | 2 (1-1-0-0)  |
| 07    | Ole Einar Bjørndalen | 00+36,9 s00  | 5 (2-1-2-0)  |
| 08    | Ilmars Bricis        | 00+41,1 s00  | 1 (0-1-0-0)  |
| 08    | Paavo Puurunen       | 00+42,8 s00  | 2 (0-0-0-2)  |
| 10    | Wiktor Maigurow      | +1:04,9 min  | 2 (0-0-1-1)  |
| 11    | Ricco Groß           | +1:07,6 min  | 2 (0-2-0-0)  |
|       |                      |              |              |
| 13    | Wolfgang Perner      | +1:08,4 min  | 3 (0-0-2-1)  |
| 14    | Christoph Sumann     | +1:08,9 min  | 2 (0-1-1-0)  |
|       |                      |              |              |
| 19    | Michael Greis        | +1:56,1 min  | 2 (1-1-0-0)  |
|       |                      |              |              |
| 26    | Ludwig Gredler       | +3:05,6 min  | 6 (3-1-1-1)  |
| …     |                      |              |              |

Datum: 24. März 2002

## Resultate Frauen

### Massenstart 12,5 km
| Platz | Sportlerin            | Zeit         | Schießfehler |
| ----- | --------------------- | ------------ | ------------ |
| 01    | Alena Subrylawa       | 037:09,5 min | 0 (0-0-0-0)  |
| 02    | Olga Pyljowa          | 00+21,3 s00  | 1 (0-0-1-0)  |
| 03    | Wolha Nasarawa        | 00+37,7 s00  | 1 (0-1-0-0)  |
| 04    | Ekaterina Dafowska    | 00+47,9 s00  | 3 (0-0-2-1)  |
| 05    | Uschi Disl            | 00+55,4 s00  | 3 (0-0-1-2)  |
| 06    | Sandrine Bailly       | +1:04,6 min  | 2 (1-0-1-0)  |
| 07    | Katrin Apel           | +1:45,6 min  | 5 (1-1-3-1)  |
| 08    | Magdalena Forsberg    | +1:46,5 min  | 6 (2-0-2-2)  |
| 09    | Sylvie Becaert        | +1:47,8 min  | 3 (1-0-1-1)  |
| 10    | Swetlana Ischmuratowa | +1:56,0 min  | 3 (0-0-1-2)  |
|       |                       |              |              |
| 12    | Martina Glagow        | +2:12,4 min  | 3 (0-2-1-0)  |
|       |                       |              |              |
| 21    | Andrea Henkel         | +3:44,4 min  | 3 (2-1-0-0)  |
|       |                       |              |              |
| 23    | Nathalie Santer       | +3:55,4 min  | 7 (0-2-5-0)  |
|       |                       |              |              |
| 30    | Michela Ponza         | +6:37,9 min  | 9 (3-2-3-1)  |
| …     |                       |              |              |

Datum: 24. März 2002

## Medaillenspiegel
| Platz | Nation      | Gold | Silber | Bronze | Gesamt |
| ----- | ----------- | ---- | ------ | ------ | ------ |
| 1     | Frankreich  | 1    | 0      | 0      | 1      |
| 1     | Ukraine     | 1    | 0      | 0      | 1      |
| 3     | Deutschland | 0    | 1      | 0      | 1      |
| 3     | Russland    | 0    | 1      | 0      | 1      |
| 5     | Norwegen    | 0    | 0      | 1      | 1      |
| 5     | Belarus     | 0    | 0      | 1      | 1      |

| Platz | Land        | Athlet         | Gold | Silber | Bronze | Gesamt |
| ----- | ----------- | -------------- | ---- | ------ | ------ | ------ |
| 1     | Frankreich  | Raphaël Poirée | 1    | 0      | 0      | 1      |
| 2     | Deutschland | Sven Fischer   | 0    | 1      | 0      | 1      |
| 3     | Norwegen    | Frode Andresen | 0    | 0      | 1      | 1      |

| Platz | Land         | Athletin        | Gold | Silber | Bronze | Gesamt |
| ----- | ------------ | --------------- | ---- | ------ | ------ | ------ |
| 1     | Ukraine      | Alena Subrylawa | 1    | 0      | 0      | 1      |
| 2     | Russland     | Olga Pyljowa    | 0    | 1      | 0      | 1      |
| 3     | Belarus 1995 | Wolha Nasarawa  | 0    | 0      | 1      | 1      |